# Carol Birch
Carol Birch (ur. 1951 w Manchesterze) – brytyjska pisarka.
Ukończyła studia na Keele University. Otrzymała nagrody: David Higham Prize for Fiction (za powieść Life in the Palace) oraz Geoffrey Faber Memorial Prize (za powieść The Fog Line).
Jest zamężna po raz drugi. Ma dwóch synów. Mieszka w Lancaster.

## Powieści
- Life in the Palace (1988)
- The Fog Line (1989)
- The Unmaking (1992)
- Songs of the West (1994)
- Little Sister (1998)
- Come Back, Paddy Riley (1999)
- Turn Again Home (2003)
- In a Certain Light (2004)
- The Naming of Eliza Quinn (2005)
- Scapegallows (2007)
- Jamrach's Menagerie (2011)